# Варенгаяха
Варенгаяха (устар. Варенга-Яха) — река в России, протекает по Ямало-Ненецкому АО. Устье реки находится в 123 км по правому берегу реки Евояха. Длина реки составляет 43 км. В 4 км от устья по правому берегу впадает река Витютъяха.

## Данные водного реестра
По данным государственного водного реестра России относится к Нижнеобскому бассейновому округу, водохозяйственный участок реки — Пур. Речной бассейн реки — Пур.
Код объекта в государственном водном реестре — 15040000112115300060855.